# Antonio Gundicaro di Oldenburg
Antonio Gundicaro di Oldenburg e Delmenhorst (Oldenburg, 10 novembre 1583 – Rastede, 19 giugno 1667) fu conte imperiale e membro del casato degli Oldenburg.

## Biografia
Antonio Gundicaro fu il conte regnante di Oldenburg dal 1603 e di Delmenhorst dal 1647, fino alla sua morte. Era figlio di Giovanni VII (1540–1603) e di Elisabetta di Schwarzburg-Blankenburg.

## Ascendenza
|                                                                                     |                                                                                       |                                                                                          | Genitori                                          |  |  | Nonni |  |  | Bisnonni                            |  |  | Trisnonni                          |  |
|                                                                                     |                                                                                       |                                                                                          |                                                   |  |  |       |  |  | Giovanni V, XVII conte di Oldenburg |  |  | Gerardo VI, XVI conte di Oldenburg |  |
|                                                                                     |                                                                                       |                                                                                          |                                                   |  |  |       |  |  | Giovanni V, XVII conte di Oldenburg |  |  | Gerardo VI, XVI conte di Oldenburg |  |
|                                                                                     |                                                                                       | Adelaide di Tecklenburg                                                                  |                                                   |  |  |       |  |  | Giovanni V, XVII conte di Oldenburg |  |  |                                    |  |
| Antonio I, XIX conte di Oldenburg                                                   |                                                                                       |                                                                                          |                                                   |  |  |       |  |  | Giovanni V, XVII conte di Oldenburg |  |  |                                    |  |
|                                                                                     |                                                                                       | Anna di Anhalt-Zerbst                                                                    | Giorgio I, I principe di Anhalt-Zerbst            |  |  |       |  |  |                                     |  |  |                                    |  |
|                                                                                     |                                                                                       | Anna di Anhalt-Zerbst                                                                    | Giorgio I, I principe di Anhalt-Zerbst            |  |  |       |  |  |                                     |  |  |                                    |  |
|                                                                                     |                                                                                       | Anna di Anhalt-Zerbst                                                                    | Anna di Lindow-Ruppin                             |  |  |       |  |  |                                     |  |  |                                    |  |
| Giovanni VII, XX conte di Oldenburg                                                 |                                                                                       | Anna di Anhalt-Zerbst                                                                    |                                                   |  |  |       |  |  |                                     |  |  |                                    |  |
|                                                                                     |                                                                                       | Magnus I, VIII duca di Sassonia-Lauenburg                                                | Giovanni V, VII duca di Sassonia-Lauenburg        |  |  |       |  |  |                                     |  |  |                                    |  |
|                                                                                     |                                                                                       | Magnus I, VIII duca di Sassonia-Lauenburg                                                | Giovanni V, VII duca di Sassonia-Lauenburg        |  |  |       |  |  |                                     |  |  |                                    |  |
|                                                                                     |                                                                                       | Magnus I, VIII duca di Sassonia-Lauenburg                                                | Dorotea di Brandeburgo                            |  |  |       |  |  |                                     |  |  |                                    |  |
| Sofia di Sassonia-Lauenburg                                                         |                                                                                       | Magnus I, VIII duca di Sassonia-Lauenburg                                                |                                                   |  |  |       |  |  |                                     |  |  |                                    |  |
|                                                                                     |                                                                                       | Caterina di Brunswick-Wolfenbüttel                                                       | Enrico IV, XII principe di Brunswick-Wolfenbüttel |  |  |       |  |  |                                     |  |  |                                    |  |
|                                                                                     |                                                                                       | Caterina di Brunswick-Wolfenbüttel                                                       | Enrico IV, XII principe di Brunswick-Wolfenbüttel |  |  |       |  |  |                                     |  |  |                                    |  |
|                                                                                     |                                                                                       | Caterina di Brunswick-Wolfenbüttel                                                       | Caterina di Pomerania-Wolgast                     |  |  |       |  |  |                                     |  |  |                                    |  |
| Antonio Gundicaro, XXI conte di Oldenburg                                           |                                                                                       | Caterina di Brunswick-Wolfenbüttel                                                       |                                                   |  |  |       |  |  |                                     |  |  |                                    |  |
|                                                                                     | Enrico XXXI, III conte di Schwarzburg-Arnstadt-Sondershausen-Rudolstadt-Frankenhausen | Günther XXXVIII, II conte di Schwarzburg-Arnstadt-Sondershausen-Rudolstadt-Frankenhausen |                                                   |  |  |       |  |  |                                     |  |  |                                    |  |
|                                                                                     | Enrico XXXI, III conte di Schwarzburg-Arnstadt-Sondershausen-Rudolstadt-Frankenhausen | Günther XXXVIII, II conte di Schwarzburg-Arnstadt-Sondershausen-Rudolstadt-Frankenhausen |                                                   |  |  |       |  |  |                                     |  |  |                                    |  |
|                                                                                     | Enrico XXXI, III conte di Schwarzburg-Arnstadt-Sondershausen-Rudolstadt-Frankenhausen | Caterina di Querfurt                                                                     |                                                   |  |  |       |  |  |                                     |  |  |                                    |  |
| Günther XL, IV conte di Schwarzburg-Arnstadt-Sondershausen-Rudolstadt-Frankenhausen | Enrico XXXI, III conte di Schwarzburg-Arnstadt-Sondershausen-Rudolstadt-Frankenhausen |                                                                                          |                                                   |  |  |       |  |  |                                     |  |  |                                    |  |
|                                                                                     |                                                                                       | Maddalena di Honstein-Klettenberg                                                        | Ernesto IV, VI conte di Honstein-Klettenberg      |  |  |       |  |  |                                     |  |  |                                    |  |
|                                                                                     |                                                                                       | Maddalena di Honstein-Klettenberg                                                        | Ernesto IV, VI conte di Honstein-Klettenberg      |  |  |       |  |  |                                     |  |  |                                    |  |
|                                                                                     |                                                                                       | Maddalena di Honstein-Klettenberg                                                        | Margherita di Gera                                |  |  |       |  |  |                                     |  |  |                                    |  |
| Elisabetta di Schwarzburg-Arnstadt-Sondershausen-Rudolstadt-Frankenhausen           |                                                                                       | Maddalena di Honstein-Klettenberg                                                        |                                                   |  |  |       |  |  |                                     |  |  |                                    |  |
|                                                                                     |                                                                                       | Filippo, I conte di Isenburg-Büdingen-Ronneburg                                          | Ludovico II, V conte di Isenburg-Büdingen         |  |  |       |  |  |                                     |  |  |                                    |  |
|                                                                                     |                                                                                       | Filippo, I conte di Isenburg-Büdingen-Ronneburg                                          | Ludovico II, V conte di Isenburg-Büdingen         |  |  |       |  |  |                                     |  |  |                                    |  |
|                                                                                     |                                                                                       | Filippo, I conte di Isenburg-Büdingen-Ronneburg                                          | Maria di Nassau-Wiesbaden-Idstein                 |  |  |       |  |  |                                     |  |  |                                    |  |
| Elisabetta di Isenburg-Büdingen-Ronneburg                                           |                                                                                       | Filippo, I conte di Isenburg-Büdingen-Ronneburg                                          |                                                   |  |  |       |  |  |                                     |  |  |                                    |  |
|                                                                                     |                                                                                       | Amalia di Rieneck                                                                        | Filippo II, IX conte di Rieneck                   |  |  |       |  |  |                                     |  |  |                                    |  |
|                                                                                     |                                                                                       | Amalia di Rieneck                                                                        | Filippo II, IX conte di Rieneck                   |  |  |       |  |  |                                     |  |  |                                    |  |
|                                                                                     |                                                                                       | Amalia di Rieneck                                                                        | Anna di Wertheim                                  |  |  |       |  |  |                                     |  |  |                                    |  |
|                                                                                     |                                                                                       | Amalia di Rieneck                                                                        |                                                   |  |  |       |  |  |                                     |  |  |                                    |  |